# Basalikatte, Bhadravati
Basalikatte là một làng thuộc tehsil Bhadravati, huyện Shimoga, bang Karnataka, Ấn Độ.